# Centre national de la musique
Le Centre national de la musique (CNM) est un établissement public à caractère industriel et commercial (EPIC) créé en 2020 et placé sous tutelle du ministère de la Culture et de la Communication.
Par une loi du 30 octobre 2019, le CNM a été créé au 1er janvier 2020. Le statut du CNM est fixé par un décret no 2019-1445 du 24 décembre 2019.
Il prend la suite du Centre national de la chanson, des variétés et du jazz ou CNV avec des missions et des moyens élargis et a fusionné le 1er novembre 2020 avec quatre associations qui étaient actives dans le domaine du soutien à la filière musicale : 
- Bureau Export ;
- Centre d’information et de ressources pour les musiques actuelles (IRMA) ;
- Fonds pour la création musicale ;
- Club action des labels et des disquaires indépendants français (CALIF).

## Centre d’information et de ressources pour les musiques actuelles
L'IRMA a été fondé en 1994 par Marie-Josée Sallaber, Bruno Boutleux et Gilles Castagnac par la fusion du Centre d'information du rock (CIR), du Centre d'information du jazz (CIJ) et du Centre d’information des musiques traditionnelles et du monde (CIMT). C'est Gilles Castagnac qui en occupe la fonction de directeur général depuis 1995,.
L'IRMA est jusqu'au 1er novembre 2020, date de sa dissolution et intégration dans le Centre national de la musique, présidée par Geneviève Girard,, gérante d'Azimuth Productions. L'IRMA développe et propose ainsi un ensemble de services et d'outils à destination des acteurs et partenaires du monde de la musique.

## Mise en place de la "taxe streaming"
Mise en place lors du projet de loi de finances pour 2024, le gouvernement a fait adopter une nouvelle taxe sur les locations en France de phonogrammes et de vidéomusiques destinés à l’usage privé du public dans le cadre d’une mise à disposition à la demande sur les réseaux en ligne, dite "taxe streaming". Cette taxe est censée permettre un rééquilibrage des contributions respectives de la musique enregistrée et du spectacle vivant au financement CNM.
Cette taxe est assise sur le mode de consommation majoritaire de la musique, le streaming représentant 61 % des revenus de la musique enregistrée en 2022. Depuis janvier 2024, les plus grands services de streaming musical, gratuits comme payants, doivent ainsi verser 1,2 % de leur chiffre d’affaires à l’administration fiscale, au bénéfice du CNM.
Alors que le Gouvernement, fin 2023, espérait un rendement de 15 millions d’euros, le Centre national de la musique a estimé à 9,3 millions d'euros le montant maximum à venir de la collecte de la taxe streaming du fait. Pour expliquer cette situation, Jean-Philippe Thiellay précise que le démarrage a été lent, y compris parce qu'il y a le plancher d'imposition à 20 millions d'euros de chiffre d'affaires qui fait que pendant plusieurs mois les entreprises n'atteignent pas ce plancher.

## Missions
La loi confie également à l'établissement une mission de promotion de l'égalité entre les femmes et les hommes.
Depuis le 1er janvier 2005, le CNV était chargé de la perception directe et du recouvrement de la taxe fiscale sur les spectacles de variétés qui s'élève à 3,5 % du montant hors taxe de la billetterie,, ce qui représente environ 37 M€ par an.
Le CNM est également compétent, à compter du 1er octobre 2020, pour délivrer les agréments pour le bénéfice de deux crédits d'impôts : le crédit d'impôt pour le spectacle vivant et le crédit d'impôt pour la production phonographique.
Dès le 1er janvier 2020, le CNM est doté de 7,5 M€ de moyens nouveaux et le ministre de la Culture Franck Riester a indiqué que ces moyens nouveaux seraient portés à 20 M€ par an (7,5 M€ en 2020, 7,5 M€ en 2021 et 5 M€ en 2022).
Après la fusion avec le Bureau export, le Fonds pour la création musicale et l'IRMA, intervenue le 1er novembre 2020, le CNM exerce pleinement les compétences prévues en matière d'aides à l'export de la musique, d'information et de formation des professionnels, et d'aide à la création musicale.

### Études
En vertu de la loi, le CNM a pour mission de mettre en place « un observatoire de l'économie et des données de l'ensemble du secteur et, à ce titre, recueillir toutes informations utiles, notamment commerciales et financières, et diffuser une information économique et statistique ».
Le CNM a lancé, en 2020, une étude sur les enjeux du live stream ainsi qu'une étude sur la rémunération des producteurs et des artistes sur les plateformes de streaming portant notamment sur le user centric.
Les conséquences d'un passage éventuel au user centric ont été étudiées dans une étude réalisée avec Deloitte et diffusée fin janvier 2021.
L'étude 2022, publiée en janvier 2023 porte sur les faux streams. Pour les plateformes étudiées (Deezer, Spotify et Qobuz sachant que Apple Music, YouTube et Amazon Music n'ont pas souhaité collaborer à l'étude) en France en 2021, le taux de faux streams représente une valeur comprise entre 1 % et 3 % des écoutes. Ce taux de faux streams représente 1,14% du catalogue total pour Spotify, 1,6% chez Qobuz et 2,6% chez Deezer. La fraude concerne les titres peu écoutés (en dessous du Top 10 000).
En 2024, le CNM a publié une étude estimant l'empreinte carbone du secteur de la musique enregistrée en France. Cette empreinte a été évaluée à 2 780 ktCO2e (kilo-tonnes équivalent CO2), soit l'équivalent de plus d’un million d’allers-retours Paris-New York en avion. L'essentiel de ces émissions se situerait lors de l'écoute de ces musiques avec une dépendance forte à la fabrication des terminaux servant à écouter les musiques.

### Rapports annuels
Le CNM publie un rapport annuel d'activité. Celui se rapportant à l'année 2022 fait apparaître :
- aides financières : le CNM a instruit 6 745 dossiers d'aides, en a accordé 5 968, pour un montant total de 155,4 millions d'euros ;
- nombre d'affiliés : le nombre d’affiliés au CNM est de 5 377 en fin d’année, en forte progression (l'affiliation au CNM,est une condition nécessaire au dépôt de toute demande d’aide).
Le CNM publie également Les chiffres de la diffusion des spectacles de musiques actuelles et de variétés en France. Le rapport de 2022 précise : "Avec plus de 62 000 représentations payantes et 32 millions d’entrées, l’année 2022 franchit pour la première fois le seuil du milliard d’euros de recettes avec un total de 1 146 M€ de billetterie. À cela s’ajoutent 11 701 représentations gratuites. La hausse de la fréquentation des représentations payantes (+7 %) inférieure à la hausse des recettes de billetterie (+17 %) traduit une hausse généralisée du prix moyen du billet (+9 %).".

### Soutien à la filière musicale
Les aides sélectives du CNM sont accordées par 7 commissions d'aides composées de professionnels issus de la filière musicale (Économie des entreprises ; Festivals ; Structuration et développement professionnels ; Production ; Aménagement et équipement des salles ; Activité des salles de spectacles ; Résidences). Elles sont dotées de 16,5 M€ en 2021.

## Intervention du CNM dans la crise de la Covid-19
La crise de la Covid-19 a conduit à modifier en profondeur les actions prévues par l'établissement pour la première année.
Fin mars 2020, le CNM a mis en place un fonds de secours doté de 11,5 M€, dont ont bénéficié environ 900 structures dans les musiques actuelles mais aussi dans le champ classique.
Une nouvelle enveloppe de 50 M€ a été attribuée à l'établissement par la loi de finances rectificatives no 3 de juillet 2020. Un fonds de sauvegarde de 16 M€ (11 M€ + 5 M€ d'avances remboursables) a été mis en place pour les entreprises actives dans le domaine des musiques actuelles, ainsi qu'un fonds de soutien au phono (4 M€).
Enfin, un fonds de compensation des jauges dégradées du fait de la distanciation physique a été créé le 1er octobre 2020, avec une dotation de l'État de 40 M€, à laquelle s'ajoutent 2 M€ pour les auteurs/compositeurs. Le fonds de secours a été réactivé pour soutenir les entreprises privées et indépendantes dans le secteur classique.

Avec la mise en place du couvre-feu à 21 h en octobre 2020, de nouvelles mesures de soutien et de simplification ont été annoncées le 22 octobre 2020, à hauteur de 55 M€ qui iront abonder le fonds de sauvegarde et le fonds de compensation.
En 2020, le CNM a versé au total près de 100 M€ à 5 000 projets portés par des associations et des entreprises.
Pour 2021 et 2022, le plan de relance prévoit une dotation de 210 M€ pour le CNM.

## Gouvernance
Le président est nommé par décret sur proposition du ministre de la Culture. Jean-Philippe Thiellay est nommé président à compter du 1er janvier 2020 par le décret du 26 décembre 2019.
L'établissement est administré par un conseil d'administration (CA) de 26 membres, dont le Président, 7 représentants de l'État, 5 dirigeants d’établissements publics nationaux, 6 personnalités qualifiées, 5 représentants d’organismes de gestion collective des droits d’auteur, 2 représentants élus par le personnel permanent de l’établissement.
Un conseil professionnel de 40 membres, dont l'avis consultatif est requis préalablement aux délibérations du CA dans plusieurs domaines, permet de mettre en œuvre le « processus permanent de concertation » avec la filière, conformément à la loi du 30 octobre 2019.
Le Centre National de la Musique bénéficie du produit de la taxe sur les spectacles de variétés prévue par la loi de finances rectificative pour 2003.
En 2025, Jean-Philippe Thiellay n'est pas reconduit à la présidence de l'établissement par le ministère de la culture . Il est remplacé par Jean-Baptiste Gourdin en février 2025 .